# Stansted Express
Le Stansted Express est un service de navette ferroviaire offrant un service cadencé entre la gare de Liverpool Street et l'aéroport de Londres Stansted en Angleterre avec des arrêts intermédiaires aux stations Tottenham Hale et Harlow Town.
La société d'exploitation ferroviaire London Eastern Railway Ltd a été constituée pour exploiter la concession. La concession a depuis été reprise par Greater Anglia.

## Histoire
En 2005, British Rail (BR) a prolongé l'électrification de la ligne principale de West Anglia de Bishop's Stortford à Cambridge. Ce plan comprenait la construction d'une nouvelle ligne de dérivation, à partir d'une jonction triangulaire à Stansted Mountfitchet, pour desservir l'aéroport de Stansted qui, en 1991, venait de terminer une expansion massive et devait être utilisé pour la première fois pour le transport aérien régulier. Par conséquent, le BR a décidé de construire une flotte d'unités dédiée pour exploiter le nouveau service Stansted Express, désigné comme la Class 322, avec le service exploité par le secteur Network SouthEast.
Après la privatisation de British Rail en 1996, le Stansted Express faisait partie de la franchise West Anglia Great Northern jusqu'à ce que l'appel d'offres soit réorganisé en 2004, date à laquelle il devint une filiale de Greater Anglia (National Express East Anglia) jusqu'en février 2012, lorsque la franchise a été reprise par l'opérateur actuel Abellio Greater Anglia.

## Service ferroviaire
Le service est permanent et offre un départ toutes les quinze minutes en période de pointe et toutes les heures le reste du temps.
Le temps de parcours est d'environ 45 minutes (stations : gare de Tottenham Hale)
Les billets peuvent être achetés à l'avance ou sur place.
Deux classes sont disponibles: First Class (première classe)  et Express Class (seconde classe).
Des nouvelles rames modernes ont été introduites en mai 2011.
Un nouveau logo a été introduit en février 2012.

## Matériel roulant

### Matériel actuel
En février 2009, il a été annoncé que Bombardier Transport produirait des nouveaux trains. Bombardier a annoncé le 2 avril qu'un contrat avait été signé pour la livraison des 120 voitures entre décembre 2010 et mars 2011. La première des nouvelles unités de la Class 379 est entrée en service le 3 mars 2011. Toutes les Class 379 sont maintenant en service sur le Stansted Express.
| Classe                  | Image | Type        | Vitesse | Nombre | Routes exploités                        | Année de construction |
| ----------------------- | ----- | ----------- | ------- | ------ | --------------------------------------- | --------------------- |
| Class 379 "Electrostar" |       | Automotrice | 160     | 30     | Liverpool Street - Aéroport de Stansted | 2010-2011             |

### Matériel passé
Stansted Express utilisait à l'origine une flotte de cinq Class 322 jusqu'à ce qu'il soit décidé de passer à une flotte dédiée de neuf Class 317/7 en 2000, complétée en outre de douze Classes 317/8 en 2006. Les Classes 322 déplacées ont été redéployées sur plusieurs d'autres routes/franchises à travers le pays avant de s'installer dans leur ancien rôle en Écosse, les services de travail entre Glasgow/Edimbourg et North Berwick, ils sont restés là pendant un certain temps avant d'être transférer à Northern Rail, travaillant à partir de Leeds. À la suite de l'arrivée des nouvelles unités de Class 379 sur les services de Stansted Express, les Class 317/8 ont été utilisées aux côtés des Class 317/5 et 317/6 en tant que pool commun. Cependant, depuis qu'Abelio a repris la franchise East Anglia le 5 février 2012, les Class 317/7 ont été stockés.
| Classe      | Image | Type        | Vitesse | Nombre | Routes exploités                        | Année de construction | Retrait |
| ----------- | ----- | ----------- | ------- | ------ | --------------------------------------- | --------------------- | ------- |
| Class 317/7 |       | Automotrice | 160     | 9      | Liverpool Street - Aéroport de Stansted | 1981 - 1982           | 2011    |
| Class 317/8 |       | Automotrice | 160     | 12     | Liverpool Street - Aéroport de Stansted | 1981 - 1982           | 2011    |
| Class 322   |       | Automotrice | 160     | 5      | Liverpool Street - Aéroport de Stansted | 1990                  | 2000    |

### Futur matériel
Dans le cadre de la nouvelle franchise East Anglia, de nouveaux trains doivent être introduits, ce sera 10 Stadler Flirt de 12 voitures.
Les Class 379 seront remplacés
| Classe                  | Image | Type        | Vitesse | Nombre | Routes exploités                                  |  |
| ----------------------- | ----- | ----------- | ------- | ------ | ------------------------------------------------- |  |
| Class 745 Stadler Flirt |       | Automotrice | 160     | 10     | Intercity Liverpool Street - Aéroport de Stansted |  |